# علاقات سويسرا الخارجية
تقع مسؤولية علاقات سويسرا الخارجية على عاتق وزارة الخارجية الفيدرالية (FDFA). يتم التعامل مع بعض العلاقات الدولية لسويسرا من قبل الإدارات الأخرى للإدارة الفيدرالية لسويسرا.

## التاريخ

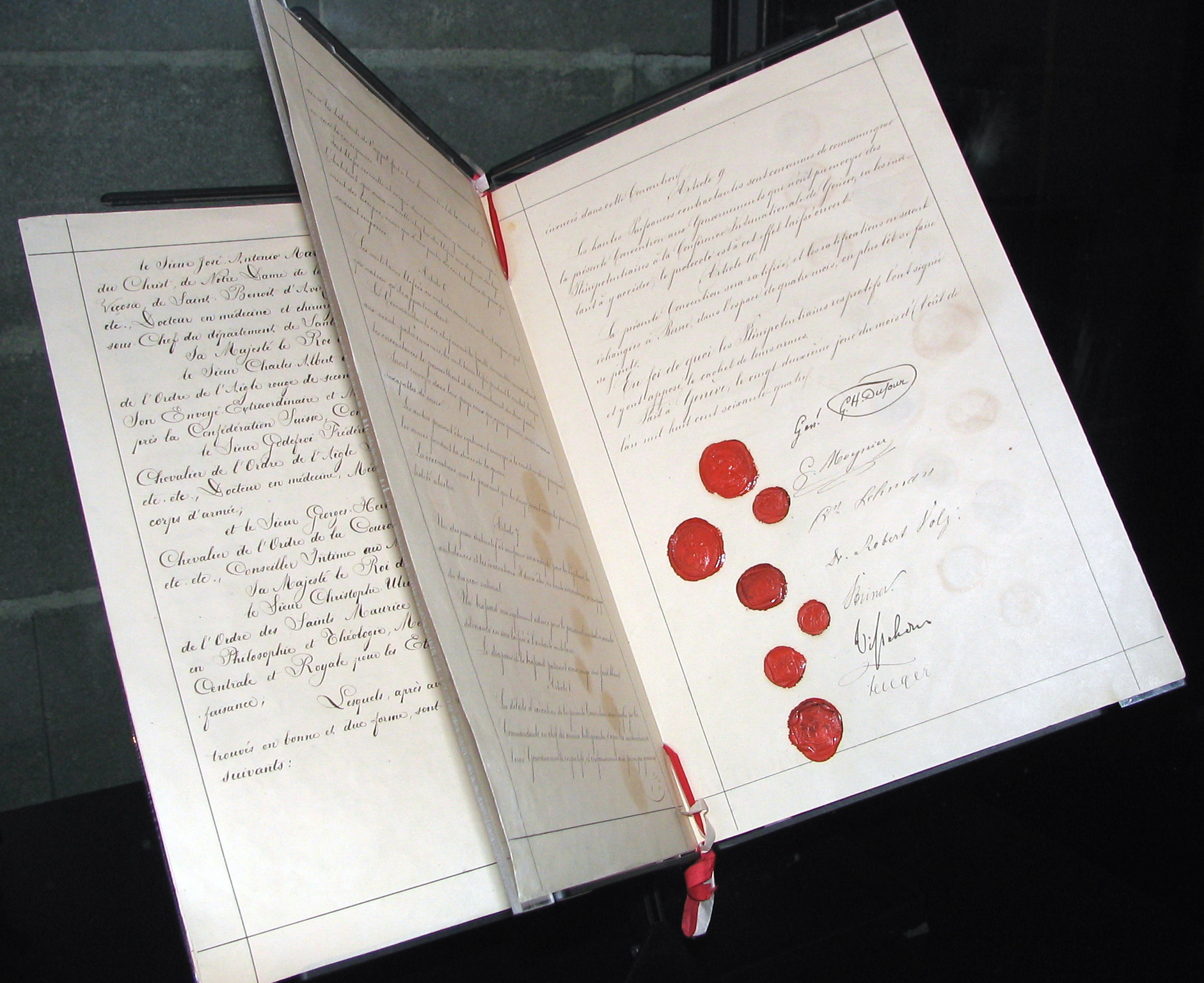
اتفاقية جنيف الأولى كانت عام (1864). جنيف هي المدينة التي تستضيف أكبر عدد من المنظمات الدولية في العالم.

تعلن المادة 54 من الدستور السويسري لعام 1999 أن الحفاظ على استقلال سويسرا ورفاهيتها هو الهدف الرئيسي لسياسة سويسرا الخارجية. تحت هذا الهدف الشامل، يحدد الدستور أهداف السياسة الخارجية هذه:
- تخفيف الحاجة والفقر في العالم؛
- تعزيز احترام حقوق الإنسان والديمقراطية؛
- تعزيز التعايش السلمي بين الشعوب؛
- تعزيز الحفاظ على الموارد الطبيعية.

تعكس هذه الأهداف الالتزام الأخلاقي السويسري بالاضطلاع بالأنشطة الاجتماعية والاقتصادية والإنسانية التي تساهم في السلام والازدهار في العالم. ويتجلى ذلك في النشاط الدبلوماسي السويسري الثنائي والمتعدد الأطراف، ومساعدة البلدان النامية، ودعم توسيع نطاق القانون الدولي، ولا سيما القانون الإنساني.
تقليديا، تجنبت سويسرا التحالفات التي قد تنطوي على عمل عسكري أو سياسي أو اقتصادي مباشر. في السنوات الأخيرة فقط، وسع السويسريون نطاق الأنشطة التي يشعرون أنهم قادرون على المشاركة فيها دون المساس بحيادهم. سويسرا ليست عضوا في الاتحاد الأوروبي وانضمت إلى الأمم المتحدة في وقت متأخر جدا مقارنة بجيرانها الأوروبيين.
تحتفظ سويسرا بعلاقات دبلوماسية مع جميع البلدان تقريبًا، وقد عملت تاريخياً كوسيط محايد واستضافت مؤتمرات المعاهدات الدولية الرئيسية. لا يوجد خلاف كبير بين البلدين في علاقاتها الثنائية.
سويسرا (بشكل رئيسي جنيف) هي موطن للعديد من المنظمات الحكومية وغير الحكومية الدولية، بما في ذلك اللجنة الأولمبية الدولية، واللجنة الدولية للصليب الأحمر واتحاد البث الأوروبي. تقع واحدة من أولى المنظمات الدولية، وهي الاتحاد البريدي العالمي، في برن.

### الأمم المتحدة

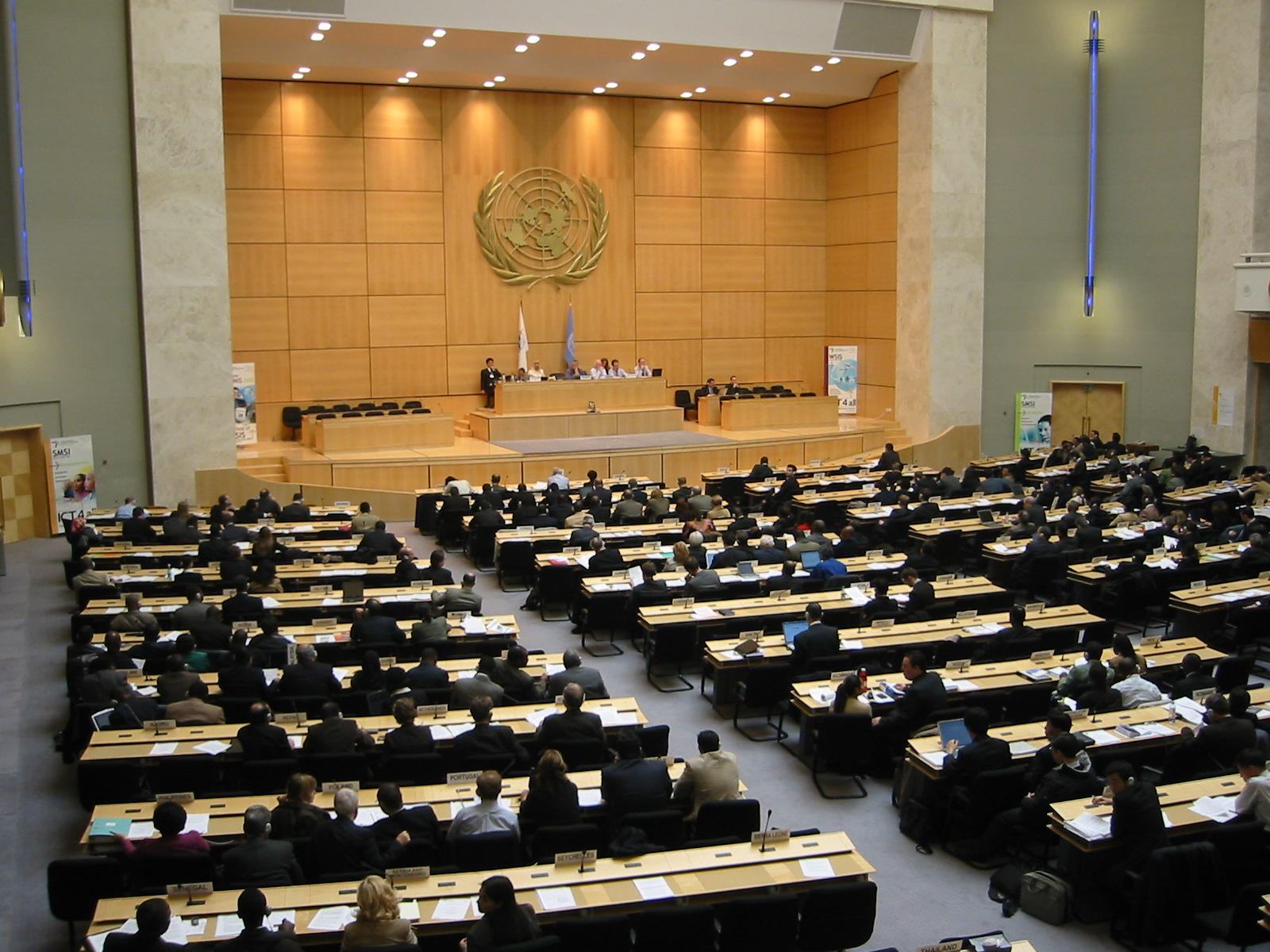
الدورة في قصر الأمم بجنيف

في 10 سبتمبر 2002، أصبحت سويسرا عضوًا كامل العضوية في الأمم المتحدة، بعد فوز استفتاء دعم العضوية الكاملة في تصويت قريب قبل ستة أشهر؛ رفض الناخبون السويسريون العضوية بهامش 3 إلى 1 في عام 1986. جعل تصويت عام 2002 سويسرا أول دولة تنضم بناءً على تصويت شعبي. على العكس من ذلك، في 17 مايو 1992، وافق الناخبون السويسريون بهامش صحي (55 في المائة لصالح) على قرار الانضمام إلى صندوق النقد الدولي والبنك الدولي. بعد أقل من أسبوعين، ولكن بعد عامين كاملين من تقديم الطلب الأولي، أصبحت سويسرا أخيرًا عضوًا في صندوق النقد الدولي في 29 مايو من نفس العام.
قبل انضمامها رسميًا إلى الأمم المتحدة، احتفظت سويسرا بدور مراقب في الجمعية العامة للأمم المتحدة ومجلسها الاقتصادي والاجتماعي. قبل العضوية الكاملة لم يكن لها الحق في الحصول على مقعد كأحد الأعضاء المنتخبين في مجلس الأمن التابع للأمم المتحدة.
شاركت سويسرا بشكل كامل في العديد من مؤسسات الأمم المتحدة المتخصصة، بما في ذلك اللجنة الاقتصادية لأوروبا، وبرنامج الأمم المتحدة للبيئة، والمفوضية السامية للأمم المتحدة لشؤون اللاجئين، ومنظمة الأمم المتحدة للتربية والعلم والثقافة، ومؤتمر الأمم المتحدة للتجارة والتنمية، ومنظمة الأمم المتحدة للتنمية الصناعية. ، والاتحاد البريدي العالمي. كما قدمت سويسرا مراقبين عسكريين وفرقًا طبية للعديد من عمليات الأمم المتحدة.[أي منها؟] 
سويسرا طرف في النظام الأساسي لمحكمة العدل الدولية.

#### دعم عقوبات الأمم المتحدة
قامت الحكومة السويسرية في 25 يونيو 2003 بتخفيف معظم العقوبات المفروضة على جمهورية العراق بموجب قرار مجلس الأمن الدولي رقم 1483. رفعت الحكومة العقوبات الاقتصادية على التجارة والقيود المفروضة على الطيران، والعقوبات المالية المعمول به منذ أغسطس 1990. يظل حظر الأسلحة وتجميد الأصول، الذي تم توسيع نطاقه، ساري المفعول، وفُرضت قيود جديدة على تجارة السلع الثقافية العراقية. على الرغم من أن سويسرا لم تكن عضوًا في ذلك الوقت، فقد انضمت إلى عقوبات الأمم المتحدة ضد العراق بعد غزو الكويت.
انضمت سويسرا أيضًا إلى العقوبات الاقتصادية التي فرضتها الأمم المتحدة على ليبيا وسيراليون ويونيتا (أنغولا) وليبيريا وصربيا / الجبل الأسود. في 15 أكتوبر 2003، أنهى المجلس الاتحادي القيود المفروضة على استيراد الماس الخام من سيراليون ورفع العقوبات المفروضة على ليبيا.
نفذت سويسرا في أكتوبر 2000 مرسومًا لإنفاذ عقوبات الأمم المتحدة ضد طالبان (قرار مجلس الأمن 1267)، والذي تم تعديله لاحقًا في أبريل 2001 وفقًا للوائح الأمم المتحدة الأكثر صرامة (قرار مجلس الأمن 1333). في 2 مايو 2002، خففت الحكومة السويسرية من نظام العقوبات وفقًا لقراري مجلس الأمن 1388 و1390 ، ورفعت الحظر المفروض على بيع حمض الأسيتيك (المستخدم في إنتاج المخدرات)، وشركات الطيران الأفغانية، والممثليات الدبلوماسية الأفغانية. لا يزال حظر الأسلحة وقيود السفر والعقوبات المالية سارية المفعول.
في نوفمبر 2001 أصدرت الحكومة السويسرية مرسوم إعلان غير شرعي بإن تنظيم القاعدة هي تنظيم إرهابي فضلا عن خليفة محتمل أو المنظمات الداعمة. تم وضع أكثر من 200 فرد أو شركة مرتبطة بالإرهاب الدولي على القائمة السوداء لتجميد أصولهم. حتى الآن، أوقفت السلطات السويسرية حوالي 72 حسابًا بقيمة إجمالية قدرها 22.6 مليون دولار أمريكي.

### الاتحاد الأوروبي والمنظمات الدولية الأخرى
وقعت سويسرا والدنمارك معاهدة صداقة عام 1875.
سويسرا عضو في العديد من المنظمات الدولية، بما في ذلك منظمة التجارة العالمية، ومنظمة التعاون الاقتصادي والتنمية، ورابطة التجارة الحرة الأوروبية، ومجلس أوروبا، ومنظمة الأمن والتعاون في أوروبا، والوكالة الدولية للطاقة الذرية، والقمر الصناعي الدولي للاتصالات منظمة. بنكها المركزي هو عضو في بنك التسويات الدولية ومقره بازل.
سويسرا مشارك نشط في منظمة الأمن والتعاون في أوروبا، حيث شغل وزير خارجيتها منصب الرئيس الحالي في عام 1996. سويسرا هي أيضا مشارك نشط في النظم الرئيسية لمنع الانتشار والرقابة على الصادرات.

 على الرغم من أنها محاطة بالدول الأعضاء، إلا أن سويسرا ليست دولة عضو في الاتحاد الأوروبي. في عام 1992 وافق الناخبون السويسريون على العضوية في صندوق النقد الدولي والبنك الدولي، لكن في وقت لاحق من ذلك العام رفضوا اتفاقية المنطقة الاقتصادية الأوروبية، التي اعتبرتها الحكومة خطوة أولى نحو عضوية الاتحاد الأوروبي. وبدلاً من ذلك، يشارك السويسريون في السوق الأوروبية الموحدة وشنغن من خلال المعاهدات الثنائية.
وكالة التعاون الثقافي والتقني، بنك التنمية الأفريقي، بنك التنمية الآسيوي، مجموعة أستراليا، بنك التسويات الدولية، مجلس أوروبا، سيرن، المؤتمر العام للأوزان والمقاييس، مجلس الشراكة الأوروبية الأطلسية، البنك الأوروبي لإعادة البناء والتنمية، لجنة الأمم المتحدة الاقتصادية لأوروبا، رابطة التجارة الحرة الأوروبية، وكالة الفضاء الأوروبية، منظمة الأغذية والزراعة، مجموعة العشرة بنك التنمية للبلدان الأمريكية، الوكالة الدولية للطاقة الذرية، البنك الدولي، منظمة الطيران المدني الدولي، غرفة التجارة الدولية، المحكمة الجنائية الدولية، منظمة الدفاع المدني الدولية، الكونفدرالية الدولية للنقابات الحرة، اللجنة الدولية للطب العسكري، الحركة الدولية للصليب الأحمر والهلال الأحمر، المؤسسة الدولية للتنمية، الوكالة الدولية للطاقة، الصندوق، مؤسسة التمويل الدولية، المنتدى الحكومي الدولي للسلامة الكيميائية، الاتحاد الدولي لجمعيات الصليب الأحمر والهلال الأحمر، مجلس الحبوب الدولي، منظمة العمل الدولية، صندوق النقد الدولي، المنظمة البحرية الدولية، إنمارسات، انتلسات، الانتربول، اللجنة الأولمبية الدولية، المنظمة الدولية للهجرة، المنظمة الدولية للمعايير، الاتحاد الدولي للاتصالات
، الوكالة الدولية لصيد الحيتان، ايا (مراقب)، حركة عدم الانحياز
(ضيف)، وكالة الطاقة النووية، مجموعة الموردين النوويين، منظمة الدول الأمريكية
(مراقب)، منظمة التعاون الاقتصادي والتنمية، المنظمة العالمية لصحة الحيوان، منظمة حظر الأسلحة الكيميائية، منظمة الأمن والتعاون في أوروبا، المنظمة الحكومية الدولية للنقل الدولي بالسكك الحديدية، محكمة التحكيم الدائمة، الشراكة من أجل السلام
، مؤتمر الأمم المتحدة للتجارة والتنمية
، يونسكو
، المفوضية السامية للأمم المتحدة لشؤون اللاجئين
، منظمة الأمم المتحدة للتنمية الصناعية
، معهد الأمم المتحدة للتدريب والبحث
، بعثة الأمم المتحدة في البوسنة والهرسك
، بعثة الأمم المتحدة للإدارة المؤقتة في كوسوفو
، بعثة مراقبي الأمم المتحدة في بريفلاكا
، بعثة مراقبي الأمم المتحدة في جورجيا
، هيئة الأمم المتحدة لمراقبة الهدنة
، جامعة الأمم المتحدة
، الاتحاد البريدي العالمي
، الاتحاد العالمي للعمل
، المنظمة العالمية للجمارك
، منظمة الصحة العالمية
، المنظمة العالمية للملكية الفكرية
، المنظمة العالمية للأرصاد الجوية
، منظمة السياحة العالمية
، منظمة التجارة العالمية
، لجنة زانغر.

### المشاركة في حفظ السلام
في حين رفض الناخبون السويسريون اقتراحًا حكوميًا لنشر القوات السويسرية مباشرةً كقوات حفظ سلام تابعة للأمم المتحدة (الخوذ الزرق) في عام 1994، فقد خدم ما مجموعه 23 فردًا سويسريًا بما في ذلك مراقبو الشرطة والمراقبون العسكريون (القبعات الزرق) أو يخدمون الآن لصالح الأمم المتحدة. هذه الترتيبات محايدة ومحددة بوضوح وتغطي عددًا من مشاريع الأمم المتحدة في جميع أنحاء العالم.
في عام 1996، انضمت سويسرا إلى شراكة الناتو من أجل السلام، ومجلس الشراكة الأوروبية الأطلسية في عام 1997، ونشرت القبعات الصفراء أو إسمهم الرسمي :القوات المسلحة السويسرية لدعم منظمة الأمن والتعاون في أوروبا في البوسنة. في يونيو 2001، وافق الناخبون السويسريون على تشريع جديد ينص على نشر القوات السويسرية المسلحة لبعثات حفظ السلام الدولية تحت رعاية الأمم المتحدة أو منظمة الأمن والتعاون في أوروبا وكذلك تعاون دولي أوثق في التدريب العسكري.
منذ عام 1999، يشارك الجيش السويسري من خلال رابطة للقوات المسلحة السويسرية في كوسوفو في مهمة حفظ السلام التابعة لقوات كوسوفو (KFOR) بناءً على قرار الأمم المتحدة رقم 1244 ، مع وجود مطول حتى عام 2014، بعد موافقة الجمعية الفيدرالية السويسرية في ربيع 2011. وتشمل المهام الرئيسية الإشراف على جهود إعادة الإعمار المدنية، ومراقبة وحماية المواقع التراثية، والشرطة العسكرية، والمساعدة الطبية.

### تمثيل الكيانات الأجنبية وفي المنازعات الخارجية

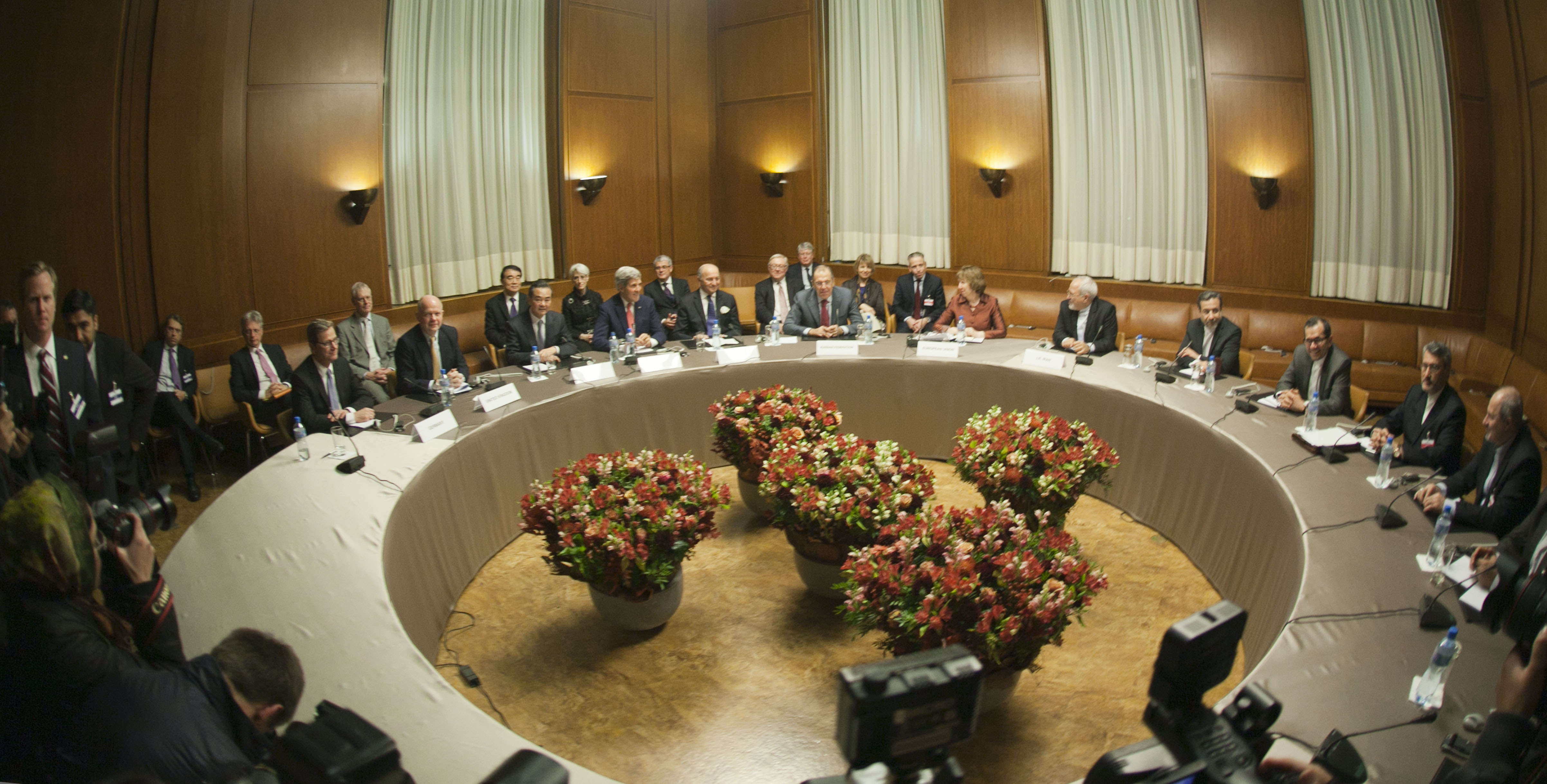
اجتماع وزراء خارجية ألمانيا والمملكة المتحدة والصين والولايات المتحدة وفرنسا وروسيا والاتحاد الأوروبي وإيران في جنيف للاتفاق المؤقت بشأن البرنامج النووي الإيراني (2013).

كما مثلت سويسرا كوبا في الولايات المتحدة بين عامي 1991 و 2015.
بموجب سلسلة من المعاهدات المبرمة بعد الحرب العالمية الأولى، تولت سويسرا مسؤولية التمثيل الدبلوماسي والقنصلي لليختنشتاين، وحماية حدودها، وتنظيم أعرافها.
نظرًا لحيادها الطويل الأمد، عملت سويسرا كقوة حامية للعديد من البلدان، التي لم يكن لديها علاقات دبلوماسية مع بعضها البعض. وصل هذا إلى ذروته خلال الحرب العالمية الثانية، عندما تولت سويسرا رسميًا 219 ولاية لـ 35 دولة، ومثلت ثماني دول أخرى بشكل غير رسمي بعد الحرب العالمية الثانية، خدمت سويسرا 67 تفويضًا إضافيًا لمختلف البلدان، بما في ذلك بين كوبا ودول أخرى في نصف الكرة الغربي بعد الثورة الكوبية عام 1959، وبين دول الشرق الأوسط في أعقاب اندلاع حرب يوم الغفران في عام 1973، وبين الهند وباكستان قبل إضفاء الطابع الرسمي على العلاقات في عام 1976.
اليوم، لدى سويسرا سبع سلطات حامية:
- مصالح الولايات المتحدة في كل من كوبا (حتى 2015) وإيران
- الاهتمام الكوبي بالولايات المتحدة (حتى 2015)
- المصالح الإيرانية في كل من كندا ومصر
- المصالح السعودية والإيرانية مع بعضها البعض
- المصالح الجورجية والروسية مع بعضها البعض

لعبت سويسرا دورًا رئيسيًا في التوسط في اتفاق هدنة بين الحكومة السودانية والجيش الشعبي لتحرير السودان لمنطقة جبال النوبة، تم التوقيع عليه بعد أسبوع من المفاوضات التي جرت بالقرب من لوسيرن في يناير 2002. كما أرسلت سويسرا خدمات إلى القوات المتحالفة في الحرب في أفغانستان.
تلعب سويسرا أيضًا دورًا رئيسيًا في السياسة الفلسطينية، وتحاول أن تكون وسيطًا بين فتح وحماس فيما يتعلق بدمج الموظفين في غزة. أدت الجهود الدبلوماسية السويسرية إلى اتفاقية تسمى «الوثيقة السويسرية» وافق عليها الطرفان الفلسطينيان في البداية.

## التمثيل الدبلوماسي
- التمثيل الدبلوماسي لسويسرا: القائمة الرسمية
- البعثات الدبلوماسية في سويسرا: القائمة الرسمية